# Danny de Boer
Danny de Boer (16 januari 1990) is een Nederlands motorcoureur. Hij begon op driejarige leeftijd met motorcross. Hij maakte de overstap naar de wegrace in 2004 in de Aprilia Junior Cup, waar hij als jongste deelnemer derde werd in het eindklassement.
In 2005 stroomde hij door naar de Aprilia 250 Cup, waar hij wederom als jongste deelnemer tweede werd in het eindklassement. Op veertienjarige leeftijd maakte hij de overstap naar de 600 cc. In 2005 begon De Boer voor het eerst aan een Europees kampioenschap in de Superstock 600. Ook in dit jaar was hij de jongste deelnemer uit deze klasse. In 2006 ging hij verder op de 1000 cc. De Boer won in deze klasse direct de titel in het Supercupkampioenschap, waarbij hij wederom de jongste deelnemer van het veld was. Het jaar daarop reed hij in het Dutch Superbike-kampioenschap, waarna hij in 2008 de mogelijkheid kreeg om met het MQP-raceteam te strijden in het ruim bezette internationale Superstock 1000-veld. Hier wist hij zes EK-punten te behalen.
In 2010 krijgt De Boer de kans om voor het Serco Racingteam uit te komen. Hij behaalde veel punten en de dubbel van Spa-Francorchamps en wist daarmee in de laatste race kampioen te worden in de Dutch Superbikes. In 2011 ging hij samen met het Serco Racingteam wederom voor de titel in de Dutch Superbikes. Hij eindigde dit jaar als vierde in het kampioenschap. In 2012 koos De Boer voor het Duntep Racing Team met ondersteuning van Honda Nederland en Ten Kate Racing. Op één race na eindigde hij bij alle races op het podium. De Boer werd voor de tweede keer Nederlands kampioen Superbike. Ook in 2013 kwam De Boer uit voor het Duntep Racingteam op een Honda. In dit jaar werd hij Dutch Superbikekampioen. Ook debuteerde hij in het British Superbike, waar hij drie wedstrijden reed. In 2014 maakte De Boer de overstap naar het IDM, het Duitse kampioenschap.
In zowel 2015 als 2016 reed De Boer in de IDM Superstock, uitkomend voor SWPN met steun van Yamaha Motor Nederland. 2015 werd zijn zesde in het Duits kampioenschap Superstock.
In 2016 won De Boer tien van de vijftien races en finishte vijf keer als tweede. Hiermee werd hij gekroond tot Duits kampioen. Naast deze titel won De Boer ook het Nederlands kampioenschap Superbike. Voor 2017 werd een contract gesloten met het Van Zon Remeha BMW Racingteam.